# Patalene sordida
Patalene sordida är en fjärilsart som beskrevs av W. Warren 1906. Patalene sordida ingår i släktet Patalene och familjen mätare. Inga underarter finns listade i Catalogue of Life.